# Ставассер, Пётр Андреевич
Пётр Андреевич Ставассер (1816–1850) — русский скульптор, академик Императорской Академии художеств.

## Биография
Родился в Петербурге в семье чиновника. Способности к скульптуре обнаружились ещё в детстве, когда мальчик только пробовал лепить из глины.
Одиннадцати лет от роду ребенка отдали в Воспитательное училище при Императорской Академии художеств (1827) и, по увольнении своем из Академии (1833), вследствие произведенных в ней преобразований, снова поступил в нее штатным академистом. Главным наставником его в академии был профессор Самуил Гальберг. Ставассер быстро выказал свои блестящие способности и получил две малые серебряные медали (1835 и 1837), большую серебряную медаль (1838) и малую золотую медаль (1838) за барельеф «Давид играет перед Саулом на арфе». Окончил курс (1839) со званием художника XIV класса и с большой золотой медалью, присужденной ему за статую «Молодой удильщик», которая кроме вышеназванной медали принесла художнику ещё и золотую медаль «за экспрессию».
Когда Карл Брюллов впервые увидел работу юноши в натурном классе, он сказал дежурным профессорам Алексею Егорову и Гальбергу: «Поберегите этого мальчика, он принесет честь Академии». После смерти Гальберга (1839) Карл Брюллов стал художественным наставником юноши.
Ставассер, в ожидании своей отправки за казённый счет в чужие края, изготовил, вместе со своим школьным товарищем, Антоном Ивановым, надгробный памятник Сильвестру Щедрину в Сорренто, по эскизу умершего Гальберга, вылепил для академической церкви рельеф «Ангел, возмущающий воду в Силоамской купели», произвел, также в сотрудничестве с Антоном Ивановым и по эскизу Гальберга, колоссальную фигуру музы Клио для симбирского памятника Карамзину и исполнил несколько портретных бюстов (своей сестры, дитяти князя Голицына, г-жи Бек). Отправившись за границу (1841), поселился в Риме, откуда делал непродолжительные экскурсии в другие места Италии. Здесь произведены им, кроме бюстов архитектора Эппингера, генерала Раевского, графа Вельегорского, живописца Штернберга и др., статуя «Молящийся ангел» (для князя Голицына), доставившая ему звание академика (1846), прелестная фигура Русалки и группа «Нимфа и Сатир, надевающий ей на ногу сандалию» — лучшее создание художника, явственнее, чем все прочие его работы, характеризующее его направление, состоявшее в соединении античного благородства форм с неподдельной жизненностью, красоты в постановке фигур и плавности линий с осмысленностью выражения.
В 1847 году, во время бывшего в Риме наводнения, Ставассер схватил сильную простуду, следствием которой была чахотка, притом в острой форме. Поездка для лечения в Эмс принесла ему некоторое временное облегчение, но затем развитие болезни пошло быстрыми шагами, и в апреле 1850 года скульптор скончался на 34-м году жизни. Был похоронен на Некатолическом кладбище в Тестаччо; могила не сохранилась.
Как человек, Ставассер отличался замечательной мягкостью характера, глубокою впечатлительностью, прямотою, бескорыстием в житейских делах и благородством во всех отношениях; во время пребывания в академии художеств он пользовался горячею привязанностью товарищей. Кроме живописи, скульптор глубоко любил музыку, которою начал заниматься еще в стенах Академии.

## Галерея

Примеры работ Петра Ставассера
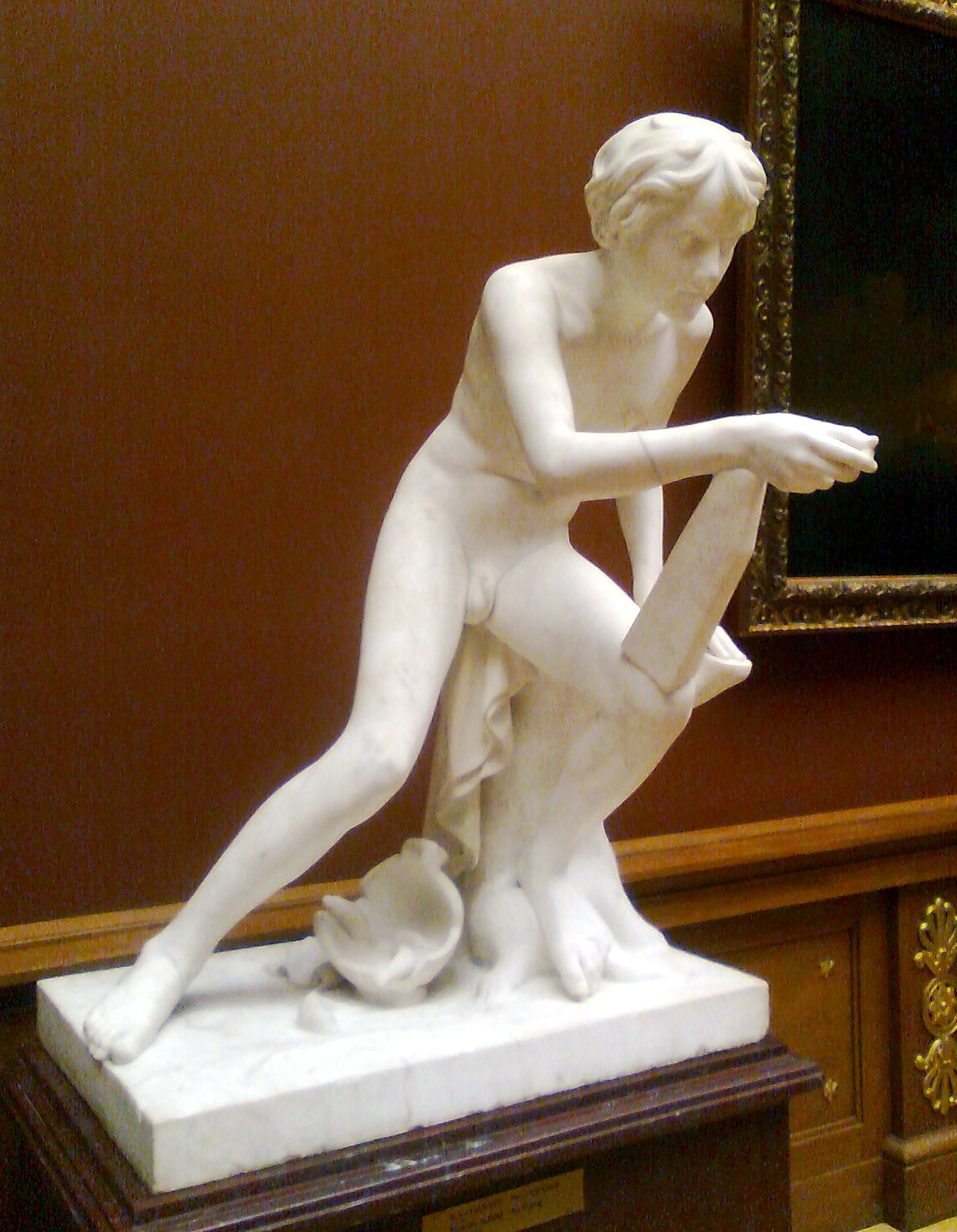
Мальчик, удящий рыбу (1839)
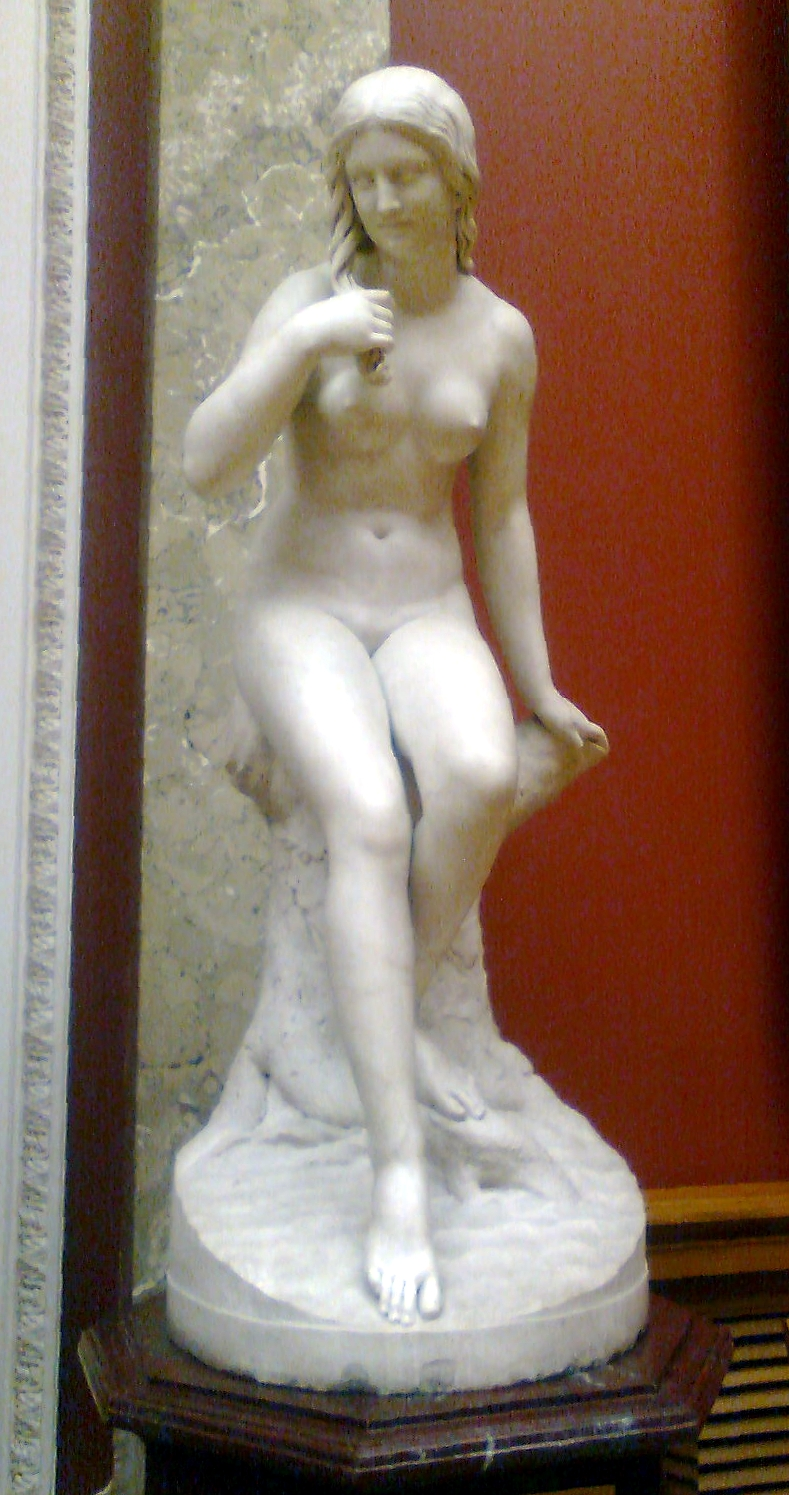
Русалка (1845)
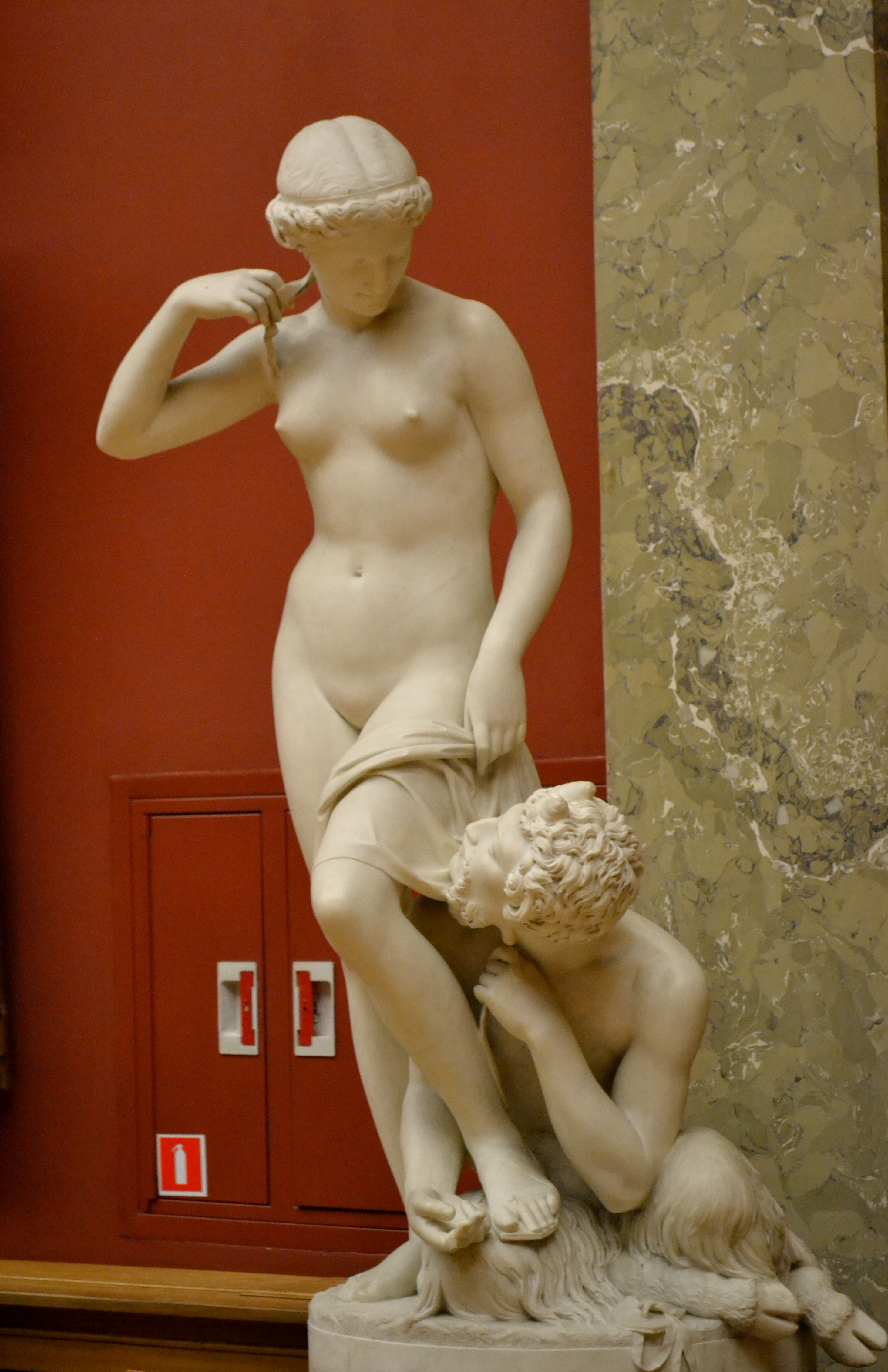
Нимфа и Сатир, надевающий ей на ногу сандалию (1849)
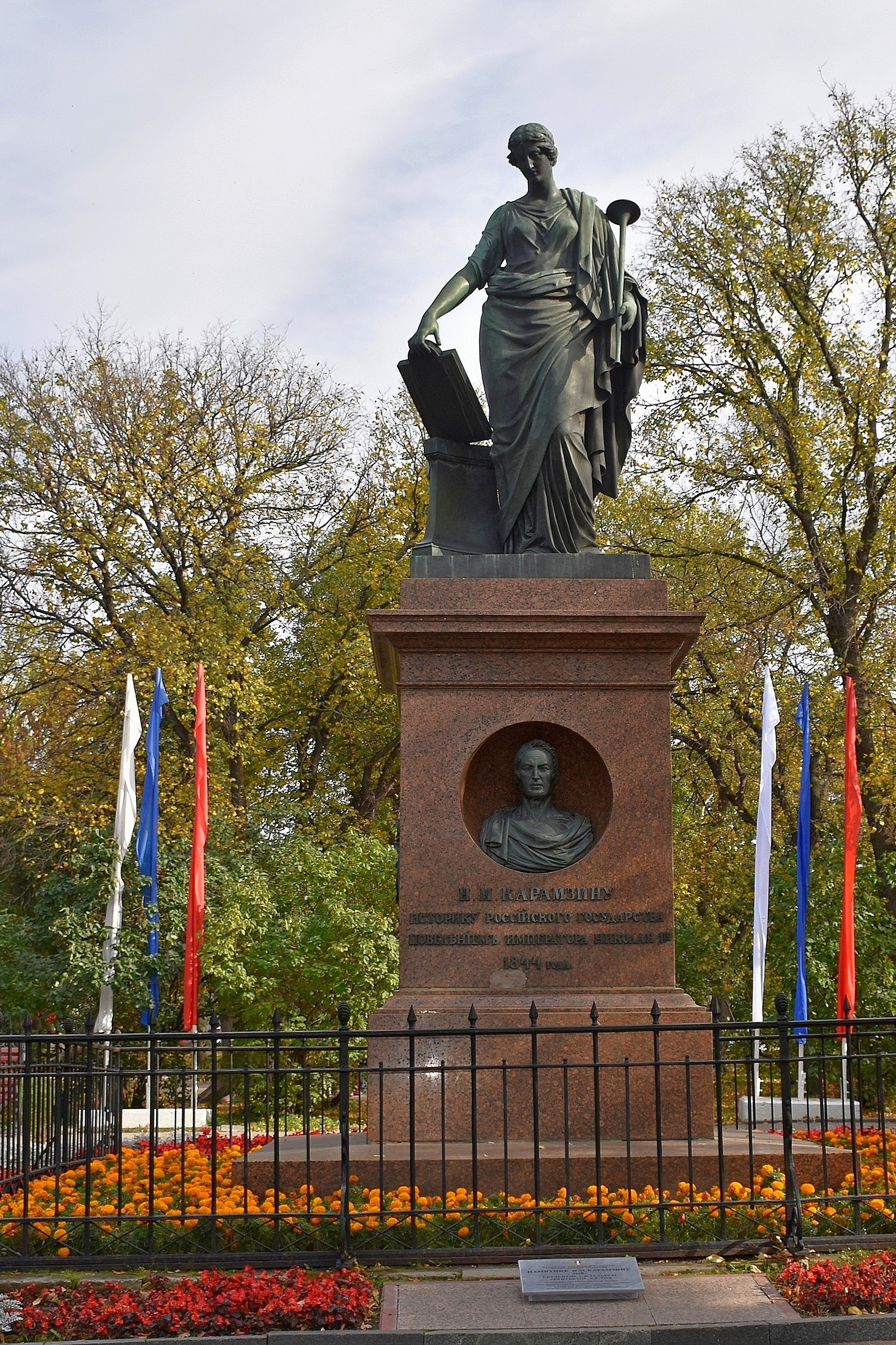
Фигура Клио на памятнике Н. М. Карамзину